# Edward H. Levi
Edward Hirsch Levi, född 26 juni 1911 i Chicago, död 7 mars 2000 i Chicago, var en amerikansk jurist och politiker.
Levi föddes som son till en rabbi i Chicago. Han studerade vid University of Chicago. Han tog sin juridikexamen 1935 och följande år blev utnämnd till biträdande professor vid University of Chicago Law School. Han avlade en doktorsexamen (J.S.D., Doctor of Juridical Science) vid Yale University.
Under andra världskriget arbetade han som specialmedarbetare till USA:s justitieminister. 1945 återvände han till University of Chicago Law School, där han 1950 blev dekanus. Senare innehade han höga administrativa positioner vid universitetet; 1968-1975 var han universitetets rektor (President of the University of Chicago).
Levi tjänstgjorde som USA:s justitieminister 1975-1977 under president Gerald Ford. 1975 förordade han utnämningen av chicagosonen John Paul Stevens till USA:s högsta domstol. Ford utnämnde också Stevens, som i dag är domstolens äldsta domare.
Efter tiden som justitieminister återvände Levi till University of Chicago. 1977-1978 var han gästande juridikprofessor vid Stanford University. Levi avled i Alzheimers sjukdom.